# 법정추인
법정추인이란 취소할 수 있는 법률행위에 관하여 추인할 수 있는 후에 법률에 정한 일정한 사실이 발생하면 법률상 당연히 추인한 것으로 간주하는 것을 말한다.

## 관련 조문
- 민법 제145조